# Traité d'Osimo

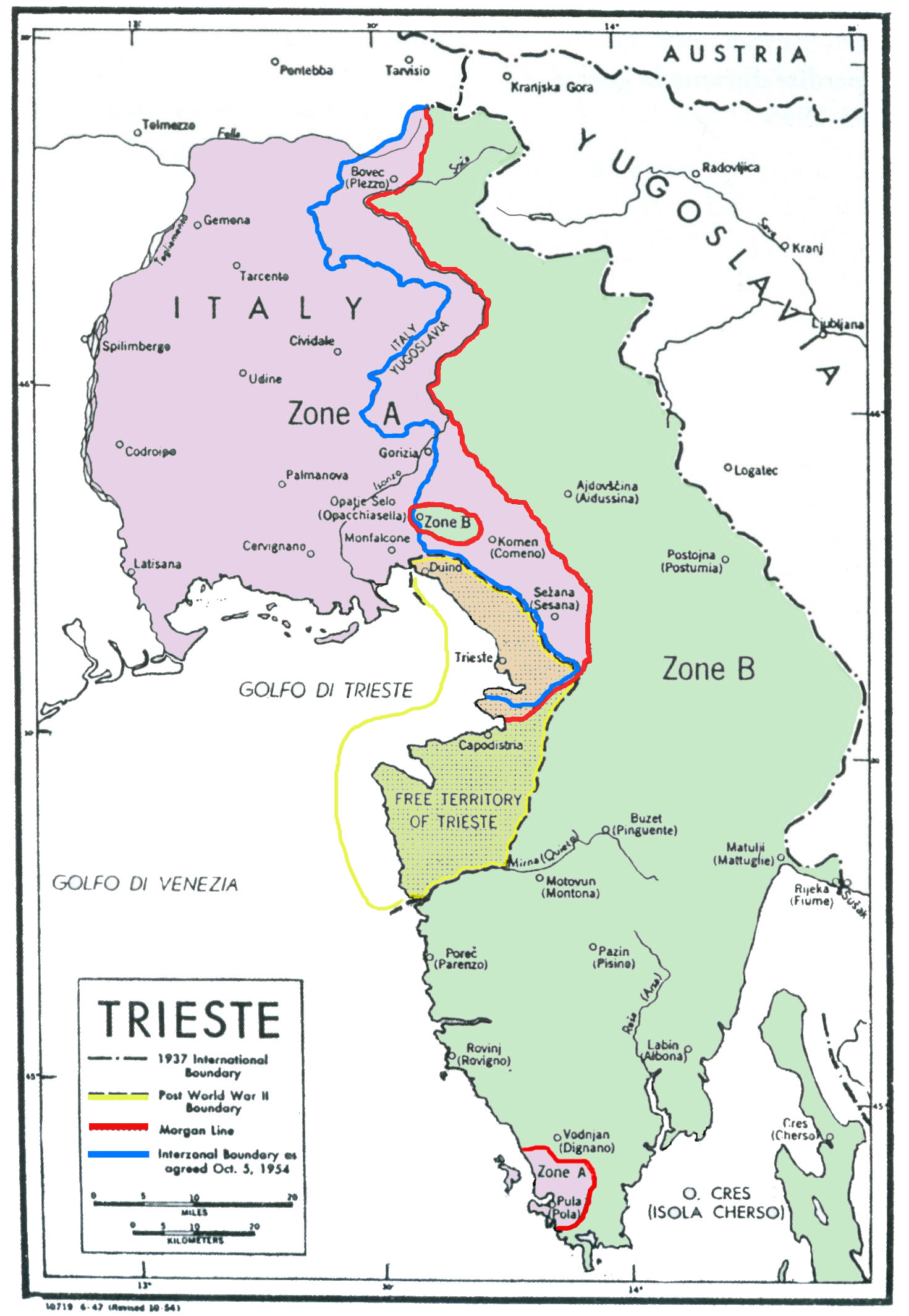
La division de la Vénétie julienne entre juin 1945 et septembre 1947, avec en lilas la zone A (occupation américano-britannique, administration civile italienne), en vert la zone B (occupation et administration civile yougoslaves), en rouge la « ligne Morgan » qui les séparait, le territoire libre de Trieste en surimpression jaune et la frontière de 1954 en bleu, officialisée au traité d'Osimo.

Le traité d'Osimo est signé le 10 novembre 1975 par l'Italie et la Yougoslavie à Osimo. Il entérine la division entre ces deux pays du territoire libre de Trieste créé à l'issue de la Seconde Guerre mondiale, effective depuis le protocole d'accord de 1954. Il entre officiellement en vigueur le 11 octobre 1977.
Le nom complet du traité est Traité sur la délimitation de la frontière pour la partie non indiquée comme telle dans le traité de paix du 10 février 1947. Le traité a été rédigé en français et est entré en vigueur le 11 octobre 1977. Pour le gouvernement italien, le traité a été signé par Mariano Rumor, ministre des Affaires étrangères. Pour la Yougoslavie, le traité a été signé par Miloš Minić, secrétaire fédéral des Affaires étrangères.